# (523731) 2014 OK394
1995 SN55 (також 1995 SN55) — космічне тіло, втрачений астероїд-кентавр, перигелій орбіти якого розташований ззовні орбіти Юпітера, а велика піввісь менша, ніж в орбіти Нептуна. Імовірно, цей об'єкт є найбільшим із відомих кентаврів.

## Розмір
Якщо астероїд 1995 SN55 дійсно є кентавром, це буде найбільший кентавр із відомих. Зазвичай кентаври мають альбедо близько 0,08 (тобто відбивають лише 8 % світла, яке на них падає). Маючи абсолютну зоряну величину 6,0 і альбедо 0,08, астероїд 1995 SN55 має мати 295 км у діаметрі. Двома найбільшими з відомих наразі кентаврів є  Харікло (діаметр 250 км, абсолютна зоряна величина 7,40, альбедо 0,035) і Хірон (відповідно 220 км, 6,2, 0,07).

## Втрата
У момент відкриття астероїд 1995 SN55 перебував на відстані 39 астрономічних одиниць від Сонця. Його бачили лише 14 разів упродовж 36 днів із 20 вересня по 26 жовтня 1995 року. Оскільки дуга спостереження була надто короткою, точно визначити орбіти об'єкта не вдалося, тому наразі він вважається втраченим.
За даними Лабораторії реактивного руху (JPL), афелій цього об'єкта становить лише 39,1 а. о., тоді як дані, отримані під час Глибокого огляду екліптики (DES), указують на афелій 91 а. о.

## Повторне відкриття
30 листопада 2020 року астрономи-любителі S. Deen і K. Ly ідентифікували 1995 SN55 як транснептуновий об'єкт (523731) 2014 OK394, який рухається в резонансі 3:5 із Нептуном і був відкритий за допомогою телескопа Pan-STARRS 1 у 2010 році. Центр малих планет повідомив про ідентифікацію 27 січня 2021 року.

## Класифікація й орбіта
Астероїд 2014 OK394 обертається навколо Сонця на середній відстані 42,33 а. о. від нього з періодом 275 років, у тому ж напрямку, що й усі планети. Упродовж його руху орбітою відстань до Сонця змінюється від 35,4 а. о. в перигелії до 49,3 а. о. в афелії. Його орбіта має ексцентриситет 0,16 і нахил 4° відносно площини екліптики.
Орбіта 2014 OK394 перебуває в резонансі 3:5 відносно Нептуна: на кожні 3 оберти астероїда навколо Сонця Нептун робить 5 обертів. Мінімальна відстань від орбіти Нептуна — 5,6 а. о. (840 млн км).

## Нумерація й іменування
25 вересня 2018 року Центр малих планет надав астероїду 2014 OK394 номер 523731 у Каталозі малих планет. Альтернативне тимчасове позначення 1995 SN55 було присвоєно Центром малих планет 27 січня 2021 року після того, як ці об'єкти були ідентифіковані як один. Станом на 2021 рік ім'я не надано.